# Orphinus oscitans
Orphinus oscitans is een keversoort uit de familie spektorren (Dermestidae). De wetenschappelijke naam van de soort werd in 1883 gepubliceerd door Arthur Sidney Olliff.